# Cânone (ficção)
Cânone (カノン (文芸), Kanon (bungei)) ou cânon (do grego kanon) é o termo que caracteriza um conjunto padrão de modelos ou regras de um determinado assunto, em geral ligado ao mundo das artes e da arquitetura, algo em série no formato de catálogo.

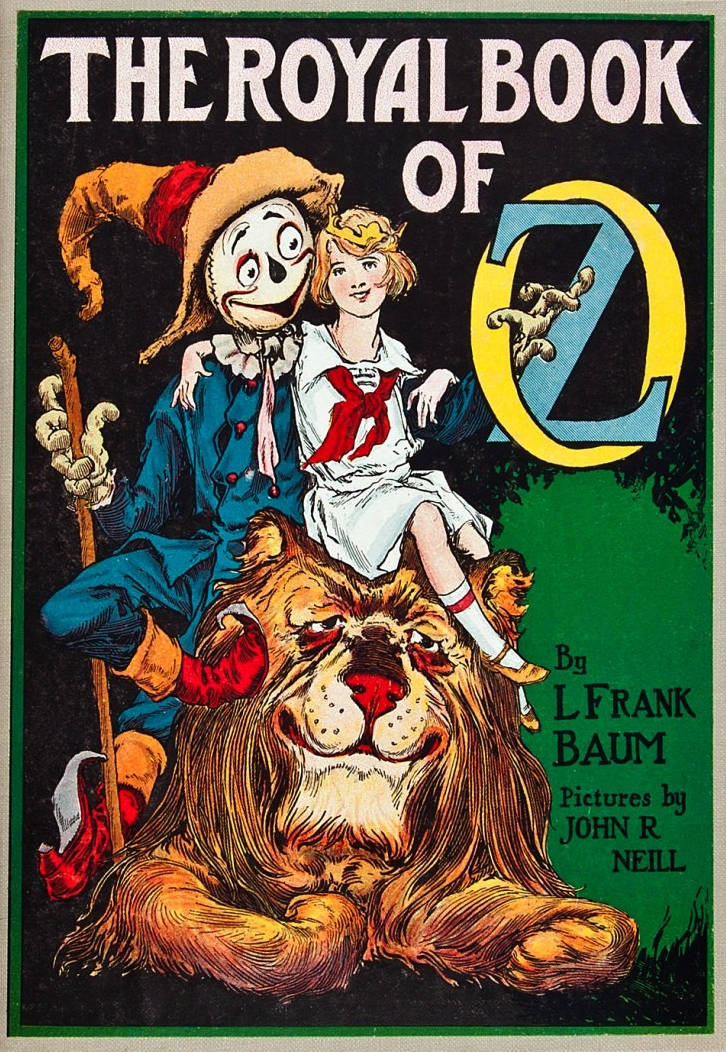

No contexto ficcional, o termo designa um conjunto de obras consideradas genuínas e oficiais. Isto é, refere-se ao conjunto de romances, histórias, filmes e outros considerados genuínos ou oficialmente sancionados, bem como aos eventos, personagens e cenários considerados como existentes dentro do universo ficcional. Para que um cenário pareça coerente e de modo a evitar problemas de continuidade, especialmente em obras de ficção que contêm partes múltiplas, os seus criadores e o público por vezes creem útil definir o que "realmente ocorreu" naquele universo. Os elementos tidos como "canônicos" normalmente advêm da fonte ou autor original do universo ficcional, enquanto que os materiais "não-canônicos" (ou "apócrifos") vêm das adaptações, spin-offs e outras fontes não oficiais, geralmente em outro tipo de mídia. O fenômeno da "fanfic" costuma ser apontado como exemplo de ficção não-canônica.
A palavra "cânone" foi empregada originalmente para designar os livros escolhidos pelos rabinos do Judaísmo (Antigo Testamento) e pela Igreja Católica (Novo Testamento) para serem incluídos oficialmente na Bíblia (ver Cânone bíblico). Por extensão, passou a significar a "bíblia" de um universo ficcional. Entretanto, a prática de definir um cânone dentro de um lugar fictício advém do conceito de cânone literário, isto é, uma coleção específica de obras consideradas como representativas do melhor de uma forma, gênero ou cultura específica.
O uso do termo "cânone" para descrever o grau de adesão de uma obra aos padrões de seu mundo fictício parece ter surgido entre os entusiastas das histórias de Sherlock Holmes, como uma maneira de distinguir entre as obras originais de Arthur Conan Doyle e as adaptações ou obras originais por outros autores que usavam os personagens e cenários do primeiro. Entretanto, o interesse e a controvérsia em torno do tema recrudesceu nas últimas décadas com os entusiastas de filmes e séries de televisão como Star Wars e Star Trek.

## Natureza

Como regra geral, não existe um princípio ou preceito básico que indique se determinada obra de ficção é ou não canônica. A canonicidade costuma ser uma noção subjetiva, que depende do grau de aceitação de uma determinada obra pelo seu público. Nesse sentido, tem que ver com o que dizem os editores das obras e com o comportamento do público.
No caso de séries de televisão ficcionais, consideram-se canônicos apenas os fatos que aparecem na exibição original do programa, inclusive as cenas posteriormente cortadas de reprises mas exclusive as cenas cortadas na versão original.
Em alguns universos ficcionais, as entrevistas e outras comunicações dos autores também podem ser consideradas canônicas, como as cartas de J. R. R. Tolkien a respeito da Terra Média. Da mesma maneira, as sessões de chat e os sítios na internet (como o de J. K. Rowling acerca da série Harry Potter) podem vir a ser considerados canônicos. Isto só ocorre quando todas as obras daquele universo ficcional têm o mesmo autor.

## Fanon
As fan fictions quase nunca são consideradas canônicas. Entretanto, certas ideias podem tornar-se influentes ou amplamente aceitas dentro das comunidades de fãs, que se referem a tais ideias como "fanon", uma palavra-valise de fan (fã) e canon (cânone).
Fanon é uma característica comum em grandes franquias e universos ficcionais onde existem muitos cânones e obras não-canônicas, como no universo de Star Trek.

### Exemplos
- As Crônicas de Gelo e Fogo
- BioShock
- Dinotopia
- Doctor Who
- Universo de Duna
- Fallout
- Halo
- Harry Potter
- Mass Effect
- Nárnia
- A Torre Negra